# Ave-maria
A ave-maria, também chamada de Saudação Angélica, é uma oração que saúda a Virgem Maria baseada nos episódios da Anunciação e da Visitação (Lucas 1:28–42). Segundo São Luís Maria Gringnon de Montfort, cada vez que se reza a Ave Maria, a Virgem Maria louva a Deus no Céu com seu canto, o Magnificat (Lucas 1:46–55).

## O texto da oração
Há diversas versões e diversas variações da "Ave Maria", principalmente quando associada à arte multimídia, e mesmo em um contexto religioso formal ela não é única.

### Versão Ortodoxa
É a versão mais antiga conhecida, rementendo a alusões ao Novo Testamento.
Θεοτόκε Παρθένε, χαῖρε,
κεχαριτωμένη Μαρία, ὁ Κύριος μετὰ σοῦ.
εὐλογημένη σὺ ἐν γυναιξί,
καὶ εὐλογημένος ὁ καρπὸς τῆς κοιλίας σου,
ὅτι Σωτήρα ἔτεκες τῶν ψυχῶν ἡμῶν.
Teótoco virgem, regozija,
Maria cheia em graça, o Senhor é contigo.
Bendita és entre as mulheres
e bendito é o fruto de teu ventre,
pois portas o Salvador de nossas almas.

### Versão Católica pré-Tridentina
É a versão latina predominante antes do Concílio de Trento. Esta forma ainda é mantida por alguns Luteranos e Anglo-Católicos (Anglicanos).
Alegra-te, mui agraciada! (Lc 1,28a) > Ave Maria, cheia de graça,
O SENHOR está contigo! (Lc 1,28b) > o Senhor é convosco.
Bendita és tu entre todas as mulheres, (Lc 1,42a) > Bendita sois vós entre as mulheres,
e bendito é o fruto de teu ventre! (Lc 1,42b) > e bendito é o fruto do vosso ventre, Jesus.

### Versão Católica Romana pós-Tridentina
Ave, Maria, cheia de graça,
o Senhor é convosco.
Bendita sois vós entre as mulheres,
e Bendito é o Fruto do vosso ventre, Jesus!
Santa Maria, Mãe de Deus, * (de Lucas 1: 43 "Donde me vem esta honra de vir a mim a mãe de meu Senhor?")
rogai por nós, pecadores,
agora e na hora de nossa morte.
Amém!

### Em latim
Ave Maria, gratia plena, Dominus tecum
Benedicta tu in mulieribus
Et benedictus fructus ventris tui, Jesus
Sancta Maria, Mater Dei,
Ora pro nobis peccatoribus
Nunc et in hora mortis nostrae
Amen.

## Ave Maria e o Rosário
A Ave Maria é repetido várias vezes na recitação do Santo Rosário, uma oração completa,  porque nela reside a história da nossa Salvação ao meditar os mistérios da vida de Jesus e Maria; incluindo as orações, do Credo; o Pai Nosso, a Ave Maria e o Glória. Em todas as aparições, a Virgem Maria convidou a rezar o terço para a divulgação do bem; para a paz, e para obter muitas graças para si mesmos e para os outros.  Na conversão e crescimento espiritual. "Mediante o Rosário o crente alcança a graça em abundância, como se a recebesse das mesmas mãos da Mãe do Redentor".

## Ave Maria e a arte
Há diversas variações do texto executadas por diversos artistas, principalmente os ligados às artes fônicas. Em alemão, há uma versão em particular da Ave Maria que tornou-se famosa na voz da cantora Helene Fischer:
| Alemão                                    | Tradução ao português                            |
| ----------------------------------------- | ------------------------------------------------ |
| Ave Maria,                                | Ave Maria,                                       |
| Heute sind so viele ganz allein.          | Hoje há muitos sozinhos.                         |
| Es gibt auf der Welt so viele Tränen,     | há sobre a Terra tantas lágrimas,                |
| und Nächte voller Einsamkeit.             | e noites cheias de solidão.                      |
| Und jeder wünscht sich einen Traum,       | E cada um deseja a si um sonho                   |
| voller Zärtlichkeit.                      | cheio de ternura.                                |
| Und manchmal reichen ein paar Worte,      | E às vezes bastam algumas palavras               |
| um nicht mehr so allein zu sein,          | para não mais se estar tão sozinho,              |
| aus fremden Menschen werden Freunde,      | e de desconhecidos os homens tornam-se amigos    |
| und grosse Sorgen werden klein.           | e grandes preocupações tornam-se pequenas.       |
| Ave Maria.                                | Ave Maria                                        |
| Ave Maria.                                | Ave Maria                                        |
| Weit ist die Reise durch die Nacht.       | Longa é a jornada pela noite.                    |
| Es gibt so viel Wege zu den Sternen,      | Há tantos caminhos para as estrelas,             |
| und jeder sucht eine Hand, die ihn hält.  | e cada um procura por uma mão, que lhe acalente. |
| Vielleicht ist jemand so traurig wie du,  | Talvez haja alguém tão triste quanto você,       |
| komm, und geh auf ihn zu.                 | venha, vá ao encontro dele.                      |
| Verschliess heut nacht nicht deine Türen, | Não feche esta noite as suas portas,             |
| und öffne heut dein Herz ganz weit        | e abra bem o seu coração hoje                    |
| und lass den anderen Wärme spüren,        | e deixe os outros sentirem o calor               |
| in dieser kalten Jahreszeit.              | nesta fria estação do ano.                       |
| Ave Maria.                                | Ave Maria.                                       |

## Música
Vários compositores escreveram música para o texto da Ave Maria (alguns em sua versão protestante), entre eles; Georg Friedrich Haendel, Franz Schubert, Charles Gounod, Giuseppe Verdi, Giacomo Puccini, Bonaventura Somma, Hildegarda de Bingen, Giulio Caccini e Gabriel Fauré.
A Ave Maria, em suas diversas versões musicais, já foi gravada por diversos grupos e cantores, entre eles, o grupo Celtic Woman, Montserrat Caballé, Maria Callas, Hayley Westenra, Céline Dion, Beyoncé, Helene Fischer, Sarah Brightman, Katherine Jenkins, Nina Hagen, Leona Lewis, Sandi Patty, Elīna Garanča, Enrico Caruso, Plácido Domingo, Luciano Pavarotti, Yo-Yo Ma, Andrea Bocelli e Alessandro Moreschi, o último castrato.

## Canto Gregoriano

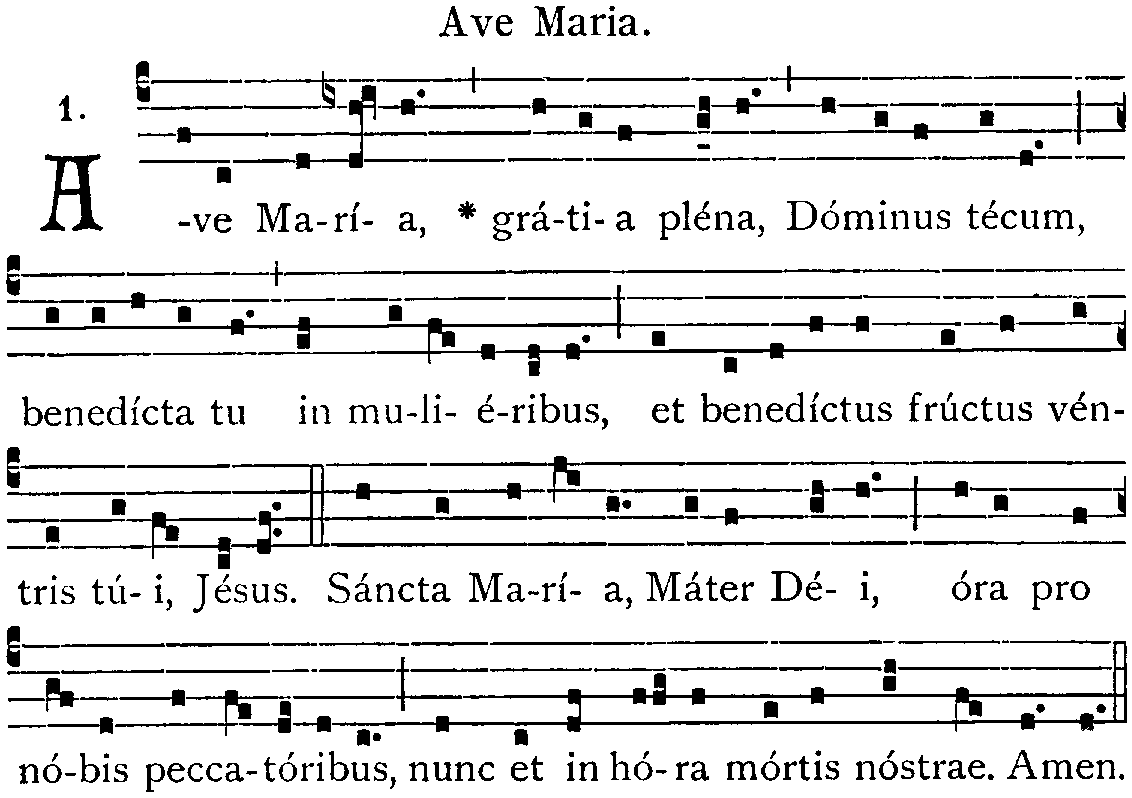
Ave Maria em notação gregoriana.

Rezada desde os primórdios na liturgia bizantina, a Ave Maria foi adicionada à liturgia latina por São Gregório Magno, o organizador do canto gregoriano, como antífona do ofertório.